# Pseudotypocerus pubipennis
Pseudotypocerus pubipennis là một loài bọ cánh cứng trong họ Cerambycidae.